# Chieri
Chieri (în dialectul piemontez: Cher) este un oraș din provincia Torino așezat la poalele colinelor torineze, la est de capitala provinciei, pe latura meridională ale colinelor râului Po. Are 34.312 locuitori.

## Demografie
Chieri - evoluția demografică

|  | Graficele sunt indisponibile din cauza unor probleme tehnice. Mai multe informații se găsesc la Phabricator și la wiki-ul MediaWiki. |

Date: Recensăminte sau birourile de statistică - grafică realizată de Wikipedia

1. ↑  Superficie di Comuni Province e Regioni italiane al 9 ottobre 2011 (în italiană), Istituto Nazionale di Statistica, accesat în 16 martie 2019